# Ёгед
Ёге́д (тадж. Ёгед, перс. یاگید‎) — село в Дарвазском районе Горно-Бадахшанской автономной области Республики Таджикистан.
В литературе, а также на картах название села встречается в форме Еги́д, Ёги́д, Йоги́д, Яги́д и Йогед.
Расположена на реке Пяндж, на автомобильной дороге Душанбе—Хорог, в 30 км к Западу от Калаи-Хумба. Расстояние до Душанбе — 280 км, до Хорога — 270 км.
В селе работают средняя общеобразовательная школа № 6 им. Сарвара Амирджона, две библиотеки — школьная и сельская, сельский дом культуры им. Амирхайдара Давлатова, киноклуб, участковая больница, рынок. На территории деревни также расположена пограничная застава. В 2006 году введена в эксплуатацию малая ГЭС.
В XVIII — начале XX вв. в Ёгеде было развито гончарное ремёсло. Керамика Ёгеда, как и всего Южного Таджикистана, — лепная, с лощением или росписью красным и коричневым ангобом, сохраняло архаичные черты.
Ёгед единственное село в Дарвазском районе, жители которых исповедуют исмаилизм.
27 сентября 1998 года Ёгед с визитом посетил имам исмаилитов-низаритов Ага Хан IV.

## Известные уроженцы
- Мирзо Лико (XIX — XX вв.) — поэт и философ
- Сарвар Амирджон (1938 — 1986) — поэт, писатель и журналист,
- Ширинджон Амирджон (1961 — 1992) — журналист[8],
- Амирхайдар Давлатов — Народный артист Таджикистана
- Султон Наботов — профессор Таджикского института физической культуры, тренер по национальной борьбе кушти
- Назриддин Саноев — чемпион мира по самбо среди ветеранов[9]
- Нурали Риёев — бывший председатель Хукумата Дарвазского района, зав. организационным отделом Исполнительного аппарата Президента Республики Таджикистан[10].
- Зикров Хукмихудо.
- Ихмолшоев Ризвоншо (1931 — 16 апреля 2019) — певец и музыкант, Народный артист Таджикской ССР (1973).
- Хакназар Хукмзод
- Содиков Бехрузшах-профессор  Московского  полиграфического  иниститута.
- Бодуров Хусниддин (1915-1996)-Заслужений  учитель Тадж.ССР.
- Гофили -поэт  XX века.
- Суманбиби -гончар-победител  выставки  ВДНХ  СССР.